# 김청태
김청태(金清泰, 1980년 7월 6일 ~ )는 대한민국의 전 양궁 선수이다.

## 생애
서울체육고등학교 졸업. 2000년 시드니올림픽 남자 단체전 금메달. 개인전 5위. 2005년 제8회 한국실업양궁회장기 실내양궁대회 남자 개인전 우승(2연패). 2006년 제24회 대통령기 전국남녀양궁대회 리커브 남자 일반부 개인전 우승.
현재 일본 국가대표팀 감독으로 재임 중이다.

## 같이 보기
- 궁술
- 대한민국 양궁 선수 목록